# Rhogeessa minutilla cautiva
Rhogeessa minutilla cautiva is een ondersoort van de vleermuis Rhogeessa minutilla die voorkomt in Lagunilla, een droog gebied in de staat Mérida in Venezuela. De naam cautiva is afgeleid van een Spaans woord dat afstamt van het Latijnse captivus “gevangene”, wat slaat op de geïsoleerde geografische positie van deze ondersoort.
De ondersoort heeft een lange schedel, een korte tibia en een lange voorarm vergeleken met Rhogeessa minutilla minutilla, de andere ondersoort. Lagunilla heeft een zoutminnende vegetatie die “thorn scrub” wordt genoemd. R. m. cautiva gebruikt waarschijnlijk holen in dode delen van de cactus Subpilocereus repandus om in weg te vluchten. Ze eten voornamelijk insecten uit de ordes Diptera, vliesvleugeligen (Hymenoptera), vlinders (Lepidoptera) en kevers (Coleoptera).